# 意外进行
在音乐中，当一个和音进行到人們期待以外的和音时，此時称之为意外进行(俄文：Эллипсис；德文：Ellipse)。

## 诸论
用某一个别的和弦取代原来期待着的和弦，而且这个替代的和弦不是其前一个和弦直接的功能后续，这就叫做意外进行。
意外进行使两个不是像属和弦与主和弦、下属和弦与主和弦、或重属和弦(DD)与属和弦(D)那样有直接功能联系的和弦并置在一起。
通过给三和弦加上七音与九音，或者作变音变化，或者通过使用和弦外音，可以使和弦复杂化。而意外进行与之不同，它是使和弦的连接复杂化（而和弦本身在音响上则往往是很简单的）。
意外进行用在结构内部，这是它与对置的根本不同之处。我们知道，对置是用在两个段落的交界处的。

## 各种被替代的成分
在意外进行中，被替代的成分可能是：
1. 原来期待着的和弦。例如在属和弦之后的主和弦或重属和弦之后的属和弦。
2. 原来期待着的整个主和声组（也就是整个主功能）。例如属和声组之后的主和声组或重属和声组之后的属和声组。
3. 期待着的解决和弦应有的协和性。例如在属七和弦之后不接主和弦而接主七和弦。
4. 原来期待着的调式。例如用大调主和弦结束小调乐曲或者在自然大调的属和弦之后出现同主音小调的tsVI。
5. 原来期待着的调性。例如在某一个调的D之后接某个其他调性（甚至是远关系调）的和弦。

## 被替代的成分的特点
大部分的替代和弦都保留着某些简单的解决的痕迹，例如保有被替代的和弦中的一个音。
被替代的和弦在意外进行中可能被置换为：
1. 预期的主和声组中的三和弦，一般是TSᴠɪ或tsᴠɪ。用TSᴠɪ的意外进行只是改换了原来期待着的和弦，而第二种方法（在大调中用tsᴠɪ）则还是在调式上的意外进行。
2. TSᴠɪ的七和弦（偶尔用九和弦），这是改换了和弦与协和性，如果在大调中用了tsᴠɪ，则还包括了调式上的意外进行。
3. 代替和弦TSᴠɪ或tsᴠɪ的副属和弦（或下属和弦），这是功能与调性的改变，并形成离调。
4. 另一和声组的和弦，或者直接进入，或者用自己的属和弦（用下属和弦的较少）引入。
5. 另一和声组的和弦（或该和弦的属和弦）。属和弦之后出现的是DD或S或SS，重属和弦后面出现的是主和弦或下属和弦。这是改换了原来期待着的功能。
6. 其他调的和弦。期待着的主和弦被在它的低音上建立的属七和弦所取代，这样就形成了一种属和弦的连锁，它经常结束在S或Sɪɪ前的D7（短的这种连锁在以前的DD—D7和D7—D7→S进行中已经遇到过）。

### 属和弦的连锁
属和弦的连锁可以是：
1. 由原位属七和弦
2. 由七和弦与三四和弦的交替形成。
3. 由五六和弦与二和弦的交替形成。
4. 由导七和弦（一般是减七和弦，小七和弦较少）形成。
5. 由完全的和不完全的九和弦形成。
6. 由七和弦与九和弦的交替形成

注意，在这种连锁中还可以有属变和弦

## 几点概括
对于意外进行应理解为最简单的功能进行落空的效果，这主要是在基本的功能连接进行中，在属和弦之后没有出现主和弦（落空）的效果。但是，在和声语言的发展中，每一个时代都达到一定程度的复杂性，这种和弦的意外进行对听众也会逐渐失去其突然性。平行调以外对置对贝多芬来说是大胆的，但对肖邦来说就是很普通的了。两个极端相反的调性对置，例如C大调与升F大调，在肖邦来说是罕见的，而对斯克里亚宾来说，这已是他的作品中不可分割的一个部分，完全失去了意外进行的意义。
把不同时代的作曲家的作品进行分析比较，就可以得出结论，意外进行决不是把调性分割为个别、互不联系的片段，相反，它使得调性中心的范围更扩大和复杂化，丰富了主要调性，并使在它控制下的副调的范围也更为扩大。